# Тсаанги
Тсаанги (канги, ньеби) — народ, обитающий в центральной области Республики Конго и пограничной области Габона. Численность: 95000 (Бромлей 1988: 449), 50 000 чел. в Конго, 450 00 чел. в Габоне. Язык: тсаанги группы банту (Тишков 2000: 361).

## Вероисповедание
Большинство придерживается традиционных верований, существует культ предков (Тишков 2000: 361).

## Традиционные хозяйственные занятия
Тсаанги занимаются тропическим ручным переложным земледелием (мучнистые бананы, бататы, ямс, маниок) и собирательством (орехи кола). Многие жители работают на лесоразработках, плантациях масличной пальмы, арахиса, кофе. Продовольственные культуры возделывают в основном женщины на огородах и полях. Традиционное занятие — резьба по дереву (предметы быта, маски, музыкальные инструменты). Развит музыкальный и танцевальный фольклор (например, танцы под звуки ксилофона) (Тишков 2000: 360).

## Социальная структура
Преобладают патриархально-общинные отношения. Основа общества — семейная община с матрилинейным счетом родства (Бромлей 1988: 449).

## Жилище и быт
Тсаанги живут компактными селениями вдоль рек и дорог. Жилища прямоугольные, стены сделаны из веток и прутьев с двускатной высокой крышей, сплетенной из листьев пальмы рафии. Деревянные конструкции часто украшены резьбой.
Тсаанги носят одежду европейского покроя, преобладают хлопчатобумажные ткани.
Пища в основном растительная: тсаанги употребляют тестовидные пасты и каши из мучнистого банана, ямса, маниока, батата; соусы из овощей и фруктов. Также употребляют рыбу (Тишков 2000: 360).